# Мови Донецької області
Мовний склад Донецької області характеризується переважанням російської мови як декларованої рідної (74,9% у 2001 р.) та постійним зменшенням питомої ваги української мови у більшість міжпереписних періодів XX ст., включно з 1989–2001 рр, що вирізняє її від більшості інших регіонів України.
За даними останнього перепису населення найбільш поширеними рідними мовами Донецької області були російська (3615 461 осіб, 74,9%), українська (1163 085, 24,1%), вірменська (6 287, 0,13%), білоруська (4 842, 0,10%) та грецька (4 209, 0,09%).
Розселення мовних груп в межах області має певні особливості. Російська мова найбільше переважає у східній, центральній та південній частинах області, особливо в містах, українська найбільш поширена у північній та західній частинах, особливо у селах.

## Історична динаміка

Мовні групи Російської імперії за переписом 1897 р. (повіти та міста з переважанням українськомовного населення жовтим)

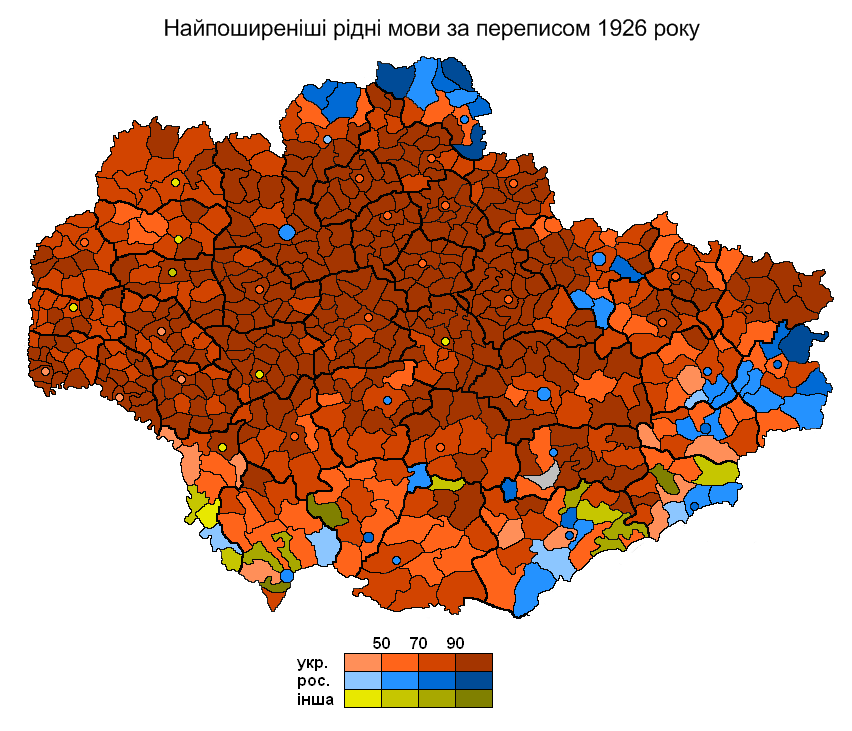
Найпоширеніша рідна мова в районах Української РСР за даними перепису 1926 р.

### Рідна мова
Динаміка рідної мови населення Донецької області за даними переписів:
|            | 1897 | 1959  | 1970  | 1979  | 1989  | 2001  |
| ---------- | ---- | ----- | ----- | ----- | ----- | ----- |
| українська | ~53% | 44,4% | 37,9% | 32,2% | 30,6% | 24,1% |
| російська  | ~25% | 54,1% | 60,6% | 66,5% | 67,7% | 74,9% |
| інша       | ~22% | 1,5%  | 1,5%  | 1,3%  | 1,7%  | 1,0%  |

Динаміка поширеності української як рідної мови серед українців Донецької області за даними переписів:
| мова               | 1959  | 1970  | 1979  | 1989  | 2001  |
| ------------------ | ----- | ----- | ----- | ----- | ----- |
| все населення      | 79,9% | 70,5% | 62,4% | 59,5% | 41,2% |
| міське населення   |       | 65,4% |       | 55,2% | 35,7% |
| сільське населення |       | 94,2% |       | 87,4% | 78,5% |

### Етнолінгвістичні групи
Динаміка чисельності основних етнолінгвістичних груп населення області за даними переписів 1970–2001 рр.

| національність | рідна мова | 1970      | 1979      | 1989      | 2001      |
| -------------- | ---------- | --------- | --------- | --------- | --------- |
| українці       | українська | 1 831 910 | 1 636 176 | 1 603 339 | 1 129 650 |
| українці       | російська  | 764 795   | 986 116   | 1 087 509 | 1 612 243 |
| росіяни        | російська  | 1 973 061 | 2 211 992 | 2 301 245 | 1 818 201 |
| росіяни        | українська | 14 000    | 13 272    | 13 034    | 24 785    |
| інші           | російська  | 227 340   | 226 022   | 205 096   | 185 017   |
| інші           | українська | 7 905     | 7 137     | 6 809     | 8 650     |
| інші           | інша       | 72 968    | 69 568    | 90 353    | 47 017    |

Динаміка питомої ваги основних етнолінгвістичних груп населення області за даними переписів 1970–2001 рр.
| національність | рідна мова | 1970  | 1979  | 1989  | 2001  |
| -------------- | ---------- | ----- | ----- | ----- | ----- |
| українці       | українська | 37,4% | 31,8% | 30,2% | 23,4% |
| українці       | російська  | 15,6% | 19,1% | 20,5% | 33,4% |
| росіяни        | російська  | 40,3% | 42,9% | 43,3% | 37,7% |
| росіяни        | українська | 0,3%  | 0,3%  | 0,2%  | 0,5%  |
| інші           | російська  | 4,6%  | 4,4%  | 3,9%  | 3,8%  |
| інші           | українська | 0,2%  | 0,1%  | 0,1%  | 0,2%  |
| інші           | інша       | 1,5%  | 1,4%  | 1,8%  | 1,0%  |

## Перепис 2001

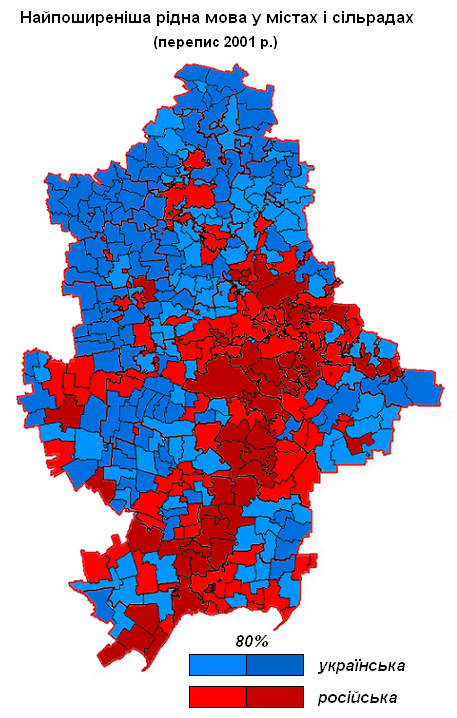
Найпоширеніша рідна мова у містах і сільрадах Донецької області за переписом 2001 р.

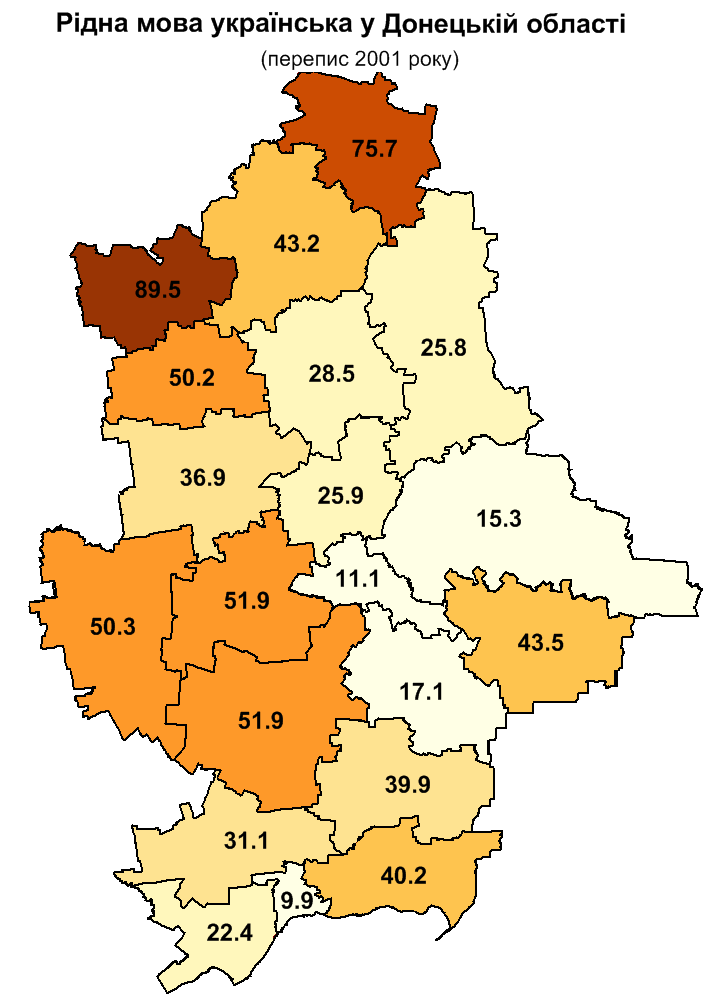
Частка населення, що назвало рідною мовою українську у районах (з містами) Донецької області за переписом 2001 р.

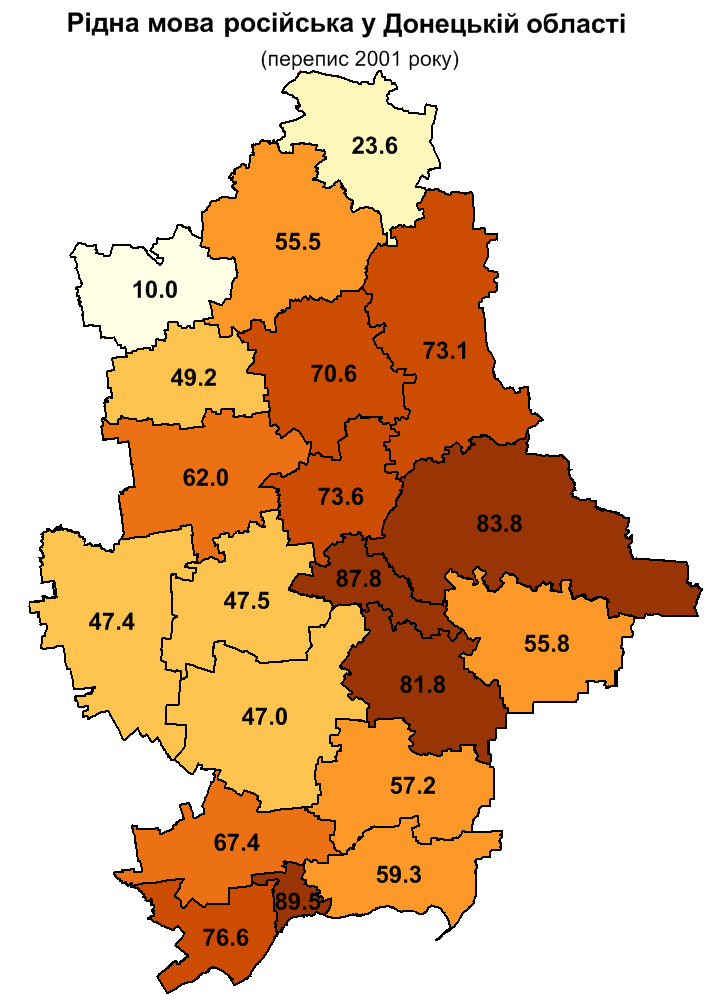
Частка населення, що назвало рідною мовою російську у районах (з містами) Донецької області за переписом 2001 р.

Рідна мова населення адміністративних одиниць Донецької області за переписом населення 2001 р.
|                             | українська | російська | вірменська | білоруська | грецька |
| Донецька область            | 24,1       | 74,9      | 0,1        | 0,1        | 0,1     |
| --------------------------- | ---------- | --------- | ---------- | ---------- | ------- |
| Донецьк (міськрада)         | 11,1       | 87,8      | 0,1        | 0,1        |         |
| м. Авдіївка                 | 12,5       | 87,2      | 0,1        | 0,1        |         |
| Бахмут (міськрада)          | 35,2       | 63,6      | 0,2        | 0,1        |         |
| м. Вугледар                 | 28,2       | 70,8      |            | 0,1        |         |
| Горлівка (міськрада)        | 15,2       | 83,9      | 0,1        | 0,1        |         |
| Дебальцеве (міськрада)      | 21,5       | 77,3      |            | 0,1        |         |
| Торецьк (міськрада)         | 21,3       | 78,2      | 0,1        | 0,1        |         |
| Мирноград (міськрада)       | 25,9       | 71,9      | 0,1        | 0,1        |         |
| Добропілля (міськрада)      | 39,3       | 60,2      |            | 0,2        |         |
| Докучаївськ (міськрада)     | 28,0       | 71,5      | 0,1        |            | 0,1     |
| Дружківка (міськрада)       | 35,0       | 63,8      | 0,4        | 0,1        |         |
| Єнакієве (міськрада)        | 13,6       | 85,7      | 0,1        | 0,1        |         |
| Жданівка (міськрада)        | 11,7       | 87,4      | 0,3        | 0,3        |         |
| Маріуполь (міськрада)       | 9,9        | 89,5      | 0,1        | 0,1        | 0,2     |
| м. Хрестівка                | 16,9       | 82,4      | 0,1        | 0,2        |         |
| м. Костянтинівка            | 21,0       | 78,1      | 0,5        | 0,1        |         |
| Краматорськ (міськрада)     | 35,6       | 63,3      | 0,3        | 0,1        |         |
| Покровськ (міськрада)       | 37,1       | 62,2      | 0,2        | 0,1        |         |
| Лиман (міськрада)           | 70,4       | 29,1      |            | 0,2        |         |
| Макіївка (міськрада)        | 12,4       | 86,6      | 0,1        | 0,1        |         |
| м. Новогродівка             | 29,8       | 69,2      |            | 0,1        |         |
| Селидове (міськрада)        | 26,0       | 73,0      | 0,2        | 0,1        |         |
| Слов'янськ (міськрада)      | 43,8       | 54,6      | 0,2        | 0,1        |         |
| Сніжне (міськрада)          | 15,3       | 83,6      | 0,1        | 0,1        |         |
| Чистякове (міськрада)       | 15,7       | 83,4      | 0,1        | 0,2        |         |
| Харцизьк (міськрада)        | 16,1       | 83,0      | 0,1        | 0,1        |         |
| Шахтарськ (міськрада)       | 22,5       | 76,3      | 0,1        | 0,2        |         |
| м. Ясинувата                | 27,2       | 72,4      | 0,1        | 0,1        |         |
| Олександрівський район      | 89,5       | 10,0      | 0,1        | 0,1        |         |
| Амвросіївський район        | 43,5       | 55,8      | 0,2        | 0,1        |         |
| Бахмутський район           | 72,2       | 26,2      | 0,2        | 0,2        |         |
| Великоновосілківський район | 50,3       | 47,4      | 0,1        | 0,1        | 1,4     |
| Волноваський район          | 58,5       | 40,4      | 0,2        | 0,1        | 0,5     |
| Нікольський район           | 31,1       | 67,4      | 0,2        | 0,1        | 0,7     |
| Добропільський район        | 88,6       | 10,9      | 0,2        | 0,1        |         |
| Костянтинівський район      | 69,8       | 29,4      | 0,2        | 0,2        |         |
| Покровський район           | 74,1       | 25,5      |            | 0,1        |         |
| Лиманський район            | 82,2       | 17,0      |            | 0,1        |         |
| Мар'їнський район           | 56,5       | 43,0      | 0,1        | 0,1        |         |
| Новоазовський район         | 40,2       | 59,3      | 0,1        | 0,1        |         |
| Мангушський район           | 22,4       | 76,6      | 0,2        | 0,1        | 0,6     |
| Слов'янський район          | 83,2       | 15,6      | 0,1        | 0,1        |         |
| Старобешівський район       | 17,1       | 81,8      | 0,1        |            | 0,6     |
| Бойківський район           | 39,9       | 57,2      | 0,1        | 0,1        | 1,7     |
| Шахтарський район           | 53,4       | 46,3      | 0,1        | 0,1        |         |
| Ясинуватський район         | 41,0       | 58,2      | 0,1        | 0,1        |         |

## Перепис 1989
За переписом населення 1989 р. основними мовами Донецької області були:
| мова       | кількість | частка |
| російська  | 3 593 850 | 67,66% |
| українська | 1 623 182 | 30,56% |
| білоруська | 24 134    | 0,45%  |
| грецька    | 15 923    | 0,30%  |
| татарська  | 14 108    | 0,27%  |
| інша       | 40 584    | 0,76%  |

Російську мову назвали рідною 67,7% населення області, зокрема 71,2% міського та 35,3% сільського. Етнічні росіяни складали тільки 64% російськомовного населення, 36% (1,29 млн осіб) були представниками інших національностей. Російську назвали рідною 99,4% росіян, 93,5% євреїв, 79,0% греків, 67,8% білорусів, 52,9% молдаван, 48,1% татар, 40,4% українців.
Українську мову назвали рідною 30,6% мешканців області, 27,1% міського населення та 62,1% сільського, зокрема серед українців - 59,5% (у містах - 55,2%, у селах - 87,4%). Етнічні українці складали 98,8% україномовного населення області.

## Перепис 1979
За переписом населення 1979 р. основними мовами Донецької області були:
| мова       | кількість | частка |
| російська  | 3 424 130 | 66,48% |
| українська | 1 656 585 | 32,16% |
| білоруська | ~ 22 000  | 0,43%  |
| татарська  | ~ 14 000  | 0,27%  |

Російську мову назвали рідною 99,4% росіян, 95,3% євреїв, 89,7% греків, 69,8% білорусів, 55,7% молдаван, 47,1% татар, та 37,6% українців. Етнічні росіяни складали 64,6% російськомовного населення, 35,4% (1,21 млн осіб) були представниками інших національностей.

## Перепис 1970
За переписом населення 1970 р. основними мовами Донецької області були:
| мова       | кількість | частка |
| російська  | 2 965 196 | 60,61% |
| українська | 1 853 815 | 37,89% |
| білоруська | ~ 26 000  | 0,53%  |
| татарська  | ~ 17 000  | 0,35%  |
| грецька    | ~ 5 500   | 0,11%  |
| інша       | 14 500    | 0,30%  |

Російську мову назвали рідною 60,6% населення області, зокрема 65,4% міського та 27,5% сільського. Етнічні росіяни складали 66,5% російськомовного населення, 33,5% (0,99 млн осіб) були представниками інших національностей. Російську назвали рідною 99,3% росіян, 94,3% євреїв, 91,9% греків, 65,9% білорусів, 55,7% молдаван, 39,2% татар, та 29,5% українців.
Українську мову назвали рідною 37,9% мешканців області, 33,1% міського населення та 71,4% сільського, зокрема серед українців — 70,5% (у містах — 65,4%, у селах — 94,2%). Етнічні українці складали 98,8% україномовного населення області.

## Перепис 1897

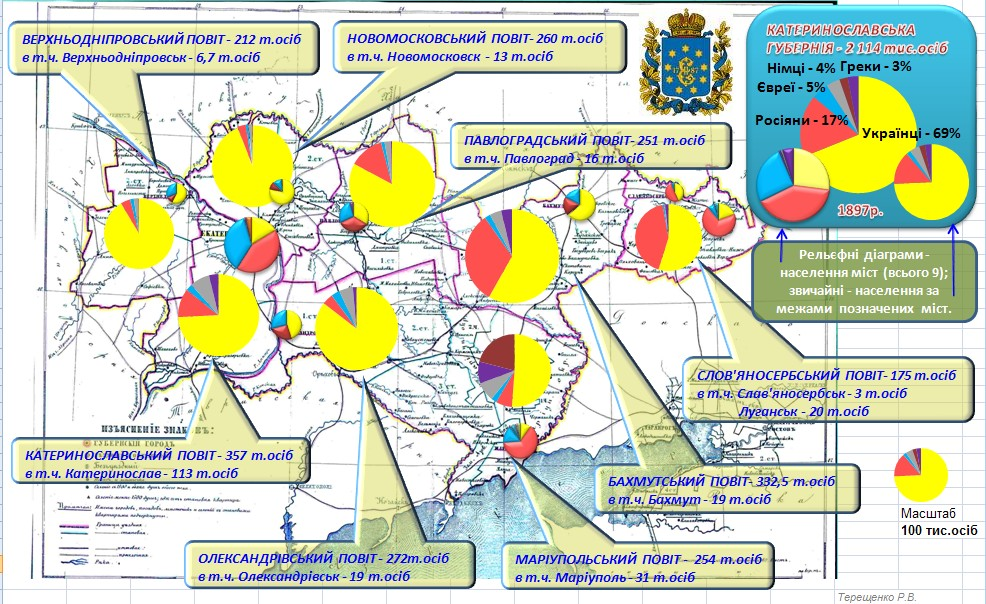
Мовний склад населення Катеринославської губернії у 1897 р.

Рідна мова населення східних повітів Катеринославської губернії за переписом 1897 р.
|            | Бахмутський повіт | Маріупольський повіт |
| ---------- | ----------------- | -------------------- |
| населення  | 332 478           | 254 056              |
| українська | 58,2%             | 46,1%                |
| російська  | 31,2%             | 14,0%                |
| грецька    | 0,0%              | 19,0%                |
| німецька   | 3,8%              | 7,5%                 |
| єврейська  | 2,8%              | 4,1%                 |
| молдавська | 1,9%              | 0,0%                 |
| польська   | 0,6%              | 0,2%                 |
| інша       | 1,5%              | 9,1%                 |